# Pulí
Pulí – miasto w Kolumbii, w departamencie Cundinamarca.